# Campeonato Uruguaio de Futebol de 1907
O Campeonato Uruguaio de Futebol de 1907 consistiu em uma competição com dois turnos, no sistema de todos contra todos. O campeão foi o CURCC, que conquistou o torneio de forma invicta.

## Classificação[2]
| Pos | Equipe               | Pts | J  | V | E | D | GP | GC | SG  |
| --- | -------------------- | --- | -- | - | - | - | -- | -- | --- |
| 1°  | CURCC                | 17  | 10 | 7 | 3 | 0 | 29 | 8  | 21  |
| 2°  | Montevideo Wanderers | 13  | 10 | 4 | 5 | 1 | 25 | 5  | 20  |
| 3°  | River Plate FC       | 12  | 10 | 5 | 2 | 3 | 13 | 10 | 3   |
| 4°  | Nacional             | 10  | 9  | 3 | 4 | 2 | 21 | 7  | 14  |
| 5°  | Montevideo           | 4   | 9  | 1 | 2 | 6 | 5  | 24 | -19 |
| 6°  | Intrépido            | 2   | 10 | 1 | 0 | 9 | 5  | 44 | -39 |

A partida Montevideo versus Nacional não foi disputada.

Promovidos para a próxima temporada: Bristol, Dublin, French e Albion.
| Campeonato Uruguaio de 1907 |
| --------------------------- |
| CURCC Campeão (4º título)   |